# Temple Mills Depot

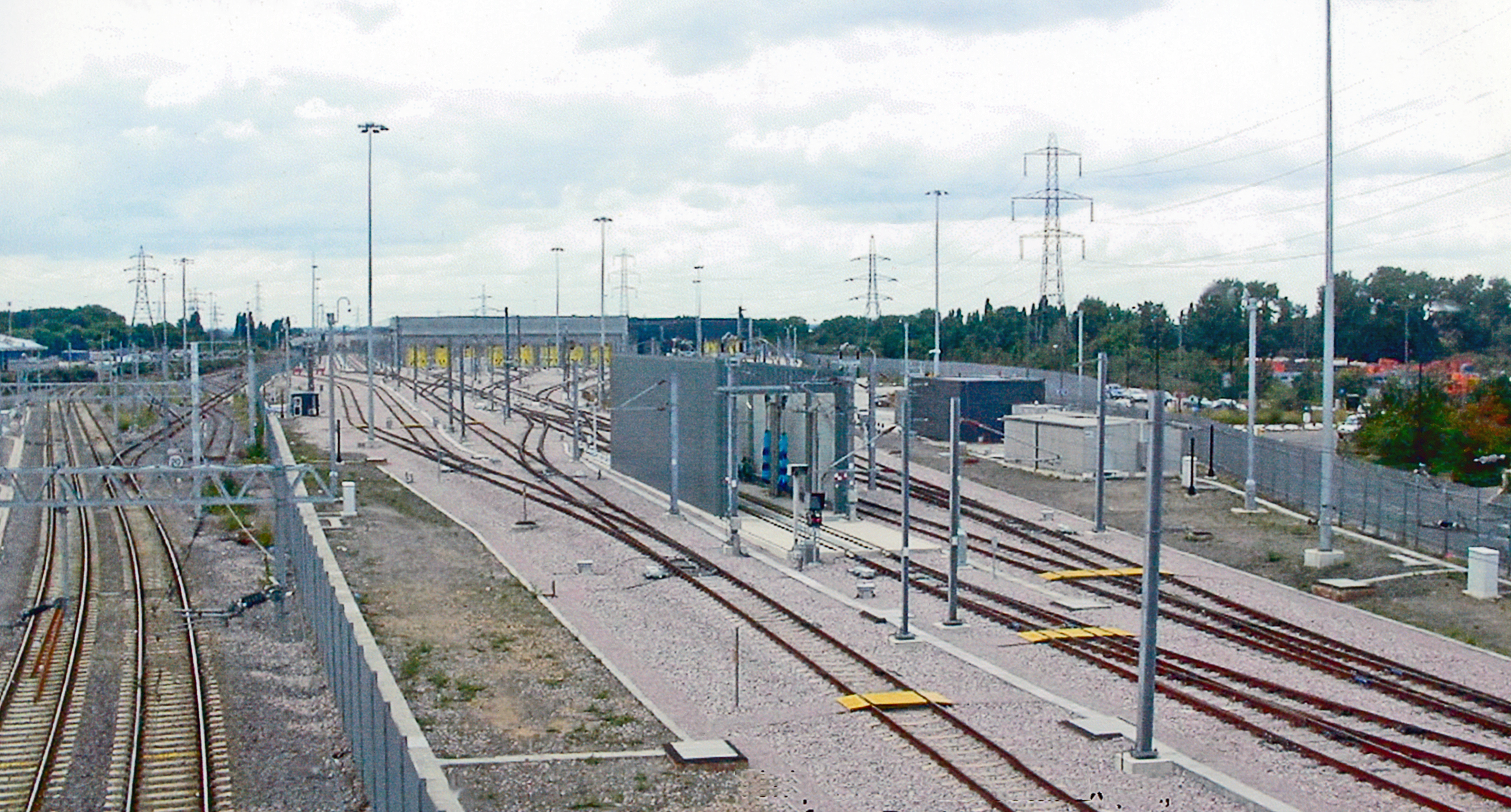
Temple Mills Depot im Jahr 2007

Das Temple Mills Depot (auch Eurostar Engineering Centre Temple Mills genannt) ist ein Bahnbetriebswerk für die Züge von Eurostar International. Es ersetzt seit November 2007 das bisherige Bahnbetriebswerk North Pole Depot.
Der Name der Gegend stammt angeblich von Wassermühlen, die Tempelritter gehörten.
Das Bahnbetriebswerk ist nördlich des neuen Bahnhofs Stratford International am Ostrand des früheren Rangierbahnhofs Temple Mills gelegen und wird von diesem über ein eingleisiges Überwerfungsbauwerk Richtung Osten erreicht. Ein Tunnel unter der Lea Valley Line geht in ein separates Gleis über, das östlich entlang dieser Strecke bis zu dem Depot führt, so dass keine Schieneninfrastruktur von Network Rail benutzt werden muss.
Bei der Planung des Depots in den 2000er Jahren wurde die Möglichkeit berücksichtigt, hier auch ICEs warten zu können.
Unmittelbar nördlich von der Halle befindet sich eine kleine Halle, die von der English, Welsh & Scottish Railway (EWS) als Wartungshalle für Lokomotiven benutzt wurde.